# Mysidetes brachylepis
Mysidetes brachylepis är en kräftdjursart som beskrevs av W. M. Tattersall 1923. Mysidetes brachylepis ingår i släktet Mysidetes och familjen Mysidae. Inga underarter finns listade i Catalogue of Life.